# Gwiazdy polskiej muzyki lat 80. (album Lady Pank)
Gwiazdy polskiej muzyki lat 80. – album kompilacyjny zespołu Lady Pank wydany w 2007 roku jako dodatek do gazety. Zawiera 14 przebojów grupy z lat 1982–1988. Do albumu jest dołączona 24 stronicowa książeczka zawierająca pierwszą część historii zespołu. Płyta należy do kolekcji Dziennika i jest pierwszą częścią cyklu Gwiazdy polskiej muzyki lat 80.

## Lista utworów
1. „Kryzysowa narzeczona” (muz. J. Borysewicz i sł. A. Mogielnicki) – 3:59
2. „Mniej niż zero” (muz. J. Borysewicz sł. A. Mogielnicki) – 4:00
3. „Zostawcie Titanica” (muz. J. Borysewicz; sł. G. Ciechowski) – 4:48
4. „Tańcz głupia, tańcz” (muz. J. Borysewicz; sł. A. Mogielnicki) – 4:41
5. „Mała wojna” (muz. J. Borysewicz; sł. Zb. Hołdys) – 4:42
6. „Moje Kilimandżaro” (muz. J. Borysewicz; sł. A. Mogielnicki) – 4:20
7. „Sly” (muz. i sł. P. Garland) – 4:08
8. „Zabij to” (muz. J. Borysewicz; sł. A. Mogielnicki) – 3:21
9. „Minus 10 w Rio” (muz. J. Borysewicz; sł. A. Mogielnicki) – 4:49
10. „Do, do” (muz. J. Borysewicz; sł. A. Mogielnicki; przek. T. Wachtel) – 3:54
11. „A to ohyda” (muz. J. Borysewicz; sł. A. Mogielnicki) – 3:43
12. „Marchewkowe pole” (muz. J. Borysewicz; sł. A. Mogielnicki) – 3:51
13. „Wciąż bardziej obcy” (muz. J. Borysewicz; sł. A. Mogielnicki) – 5:28
14. „Vademecum skauta” (muz. J. Borysewicz; sł. A. Mogielnicki) – 4:05

## Skład
- Jan Borysewicz – gitara (1-14) śpiew (9, 13)
- Janusz Panasewicz – śpiew (1-12, 14)
- Edmund Stasiak – gitara (1-8, 10-14)
- Paweł Mścisławski – gitara basowa (1-8, 10-14)
- Jarosław Szlagowski – perkusja (1, 2, 4, 6, 8, 10-14)
- Andrzej Dylewski – perkusja (7)
- Wiesław Gola – perkusja (5)
- Jerzy Suchocki – instr. klawiszowe (3, 5)
- Rafał Paczkowski – instr. klawiszowe (3, 5)
- Paweł „Kawka” Mielczarek – gitara basowa (9)
- Andrzej Polak – perkusja (9)